# Verdea
Verdea (griechisch Βερδέα) ist ein Weißwein, der auf der ionischen Insel Zakynthos gekeltert wird. Neben dem Retsina ist er der zweite griechische Wein, der das Ausnahmeprädikat OKP (Onomasia kata paradosi Ονομασία κατά παράδοση) für Weine mit Herkunftsbezeichnung und traditioneller Keltermethode trägt (→ Weinbau in Griechenland#Ionische Inseln). Sein Name entstand während der venezianischen Zeit der Insel und leitet sich von ital. verde ‚grün‘ ab, lässt sich also in etwa mit ‚der Grüne‘ übersetzen.
Ein in traditioneller Vinifizierung hergestellter Verdea ist ein äußerst alkoholstarker (meist über 15 Volumenprozent) Weißwein mit hohem Säuregehalt, der ihm trotz des mächtigen Alkoholkörpers einen frischen, würzigen Geschmack verleiht. Auf Grund des unterschiedlich starken oxidativen Ausbaus ist er von gelbbrauner bis bräunlicher Farbe und weist immer einen deutlichen Grünton auf. Oft sind traditionelle Verdeas leicht trüb, zuweilen auch durch den hohen Sedimentanteil flockig.
Die Keltermethode ist insofern bemerkenswert, als überreife, vollreife und unreife Trauben gemeinsam gelesen und anschließend gepresst werden. Diese Lesemethode ist darin begründet, dass die Rieden auf Zakynthos ursprünglich im Gemischten Satz bestockt waren und die Lese zur Hauptreifezeit der wichtigsten Sorte Mitte September erfolgte. Zu diesem Zeitpunkt erlangt die Trägersorte Skiadopoulo ihre Vollreife, die wichtige Goustolidi rosiniert bereits und erreicht enorme Zuckerwerte, während andere Sorten wie Robola, Pavlos (Wein) und Areti noch vor der Vollreife stehen. Das Lesegut wird nach einer kurzen Maischung gepresst und danach meist ohne besondere Filterung auf relativ kleine Eichenfässer gezogen, in denen dieser Wein mindestens bis zum nächsten Herbst, meist aber länger reift. Die Sortenverteilung ist von Winzer zu Winzer unterschiedlich, doch soll laut OKP-Statut die Skiadopoulo mit zumindest 75 Prozent vertreten sein, was jedoch kaum kontrollierbar ist und wohl auch oft nicht eingehalten wird.
Ursprünglich lagerten Verdeas bis zum Genuss in Fässern, auf Flaschen wird dieser Wein erst in neuerer Zeit gezogen. 
Ein traditionell ausgebauter Verdea entspricht vor allem auf Grund des hohen Alkohol- und Säuregehalts nicht mehr dem allgemeinen Weingeschmack, sodass die meisten Kellereien auf Zakynthos dazu übergegangen sind, einen etwas leichteren, helleren, kaum oxidierten Verdea anzubieten, der mit dem rauen, gewöhnungsbedürftigen aber allemal interessanten Original nur wenig Ähnlichkeit hat. Traditionell vinifizierte Verdeas sind auf Zakynthos bei kleineren Winzern und als Tavernenweine erhältlich, kommen aber kaum in den überregionalen Handel. Weine, die mit dem Prädikat Grand Reserve etikettiert sind, sind zwar Produkte moderner Kellerwirtschaft, kommen einem ursprünglichen Verdea aber am nächsten.